# Kuma (Stern)
Kuma oder ν Draconis (Ny Draconis) ist ein etwa 100 Lichtjahre entferntes Dreifachsternsystem im Sternbild Drache. Es handelt sich um ein Doppelsystem, dessen eine Komponente selbst ein spektroskopischer Doppelstern ist.
Das Doppelsystem lässt schon im Feldstecher auflösen, weist einen Winkelabstand von 62",3 und einen Positionswinkel von 312° auf. Diese beiden Komponenten sind fast gleich hell, wobei die Komponente ν2 Draconis mit einer scheinbare Helligkeit von +4,87 mag minimal heller ist als ν1 Draconis mit 4,89 mag. Die Umlaufzeit dieses Systems beträgt mindestens 44000 Jahre. ν2 Draconis (Komponente A des Systems) ist ein spektroskopischer Doppelstern mit einer Periode von 38,13 Tagen und einer Exzentrizität von 0,04. Die Hauptkomponente Aa ist ein Metalllinien-Stern der Spektralklasse A4m. ν2 Draconis, der Komponente B, gehört zur Spektralklasse A6 V.